# 澳門廣場

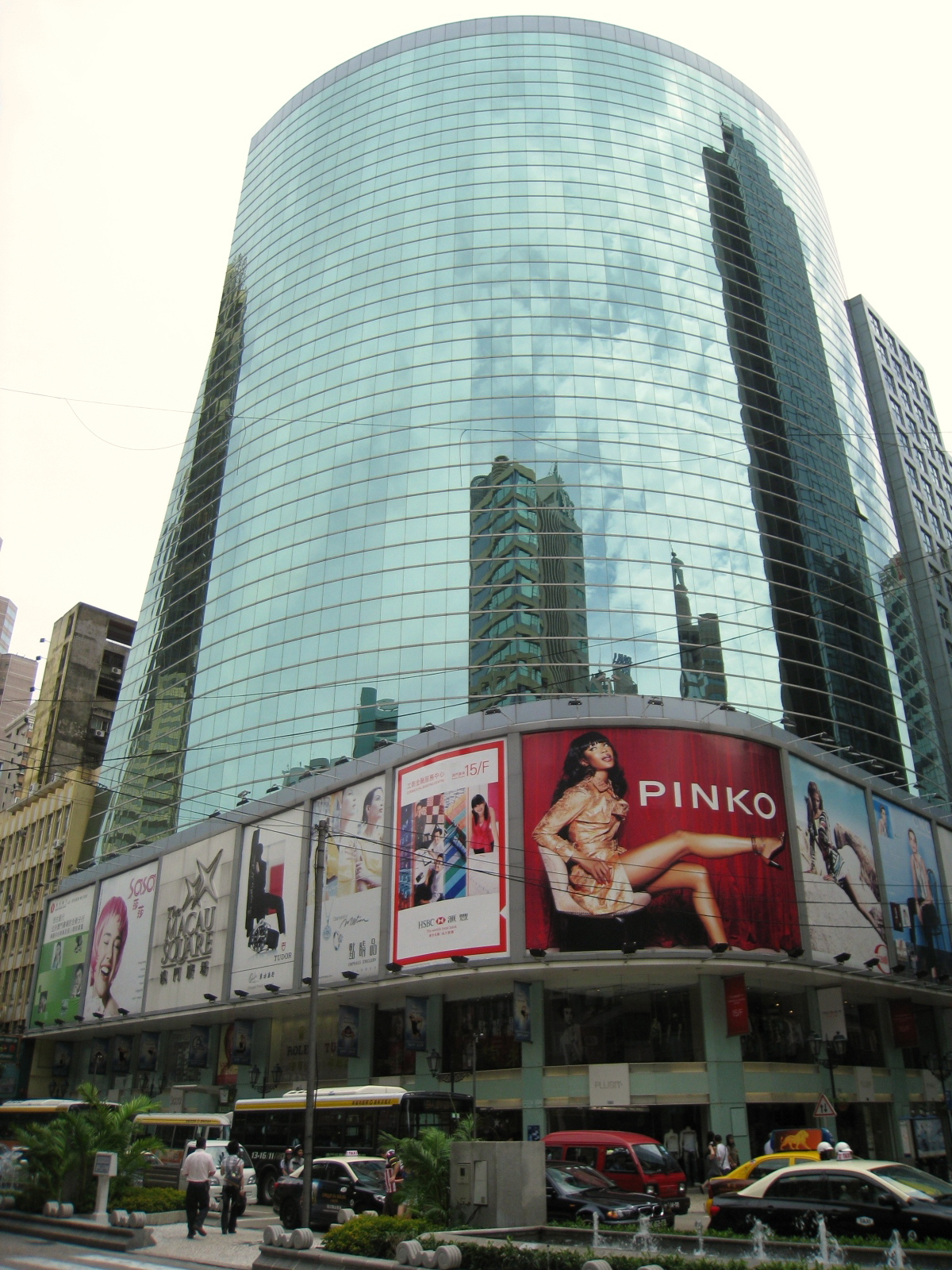
澳門廣場在殷皇子大馬路的入口。

澳門廣場位於南灣區羅保博士街，是澳門一個大型購物中心以及商業中心，前身為南灣戲院。90年代戲院倒閉後拆建為幸運神商業大廈，2005年該大廈再次由澳門保利達集團改建為現在的澳門廣場。
地下、閣樓為購物中心，名店林立。一樓內設有美食廣場、時裝商舖及來來超級市場，二樓全層是瑜伽中心。其餘樓層為商業中心，有不少國內外企業進駐，當中包括香港恆生銀行。另外澳門初級法院在原來位於南灣大馬路的大樓修葺期間，以該大廈之3-6樓作辦公用。另外，澳門創新科技中心及澳門特區政府科技委員會亦設於該大廈之7樓及8樓。廣場內還有停車場。